# Peter Stone (Drehbuchautor)
Peter Hess Stone (* 27. Februar 1930 in Los Angeles, Kalifornien; † 26. April 2003 in New York City, New York) war ein US-amerikanischer Drehbuch- und Musicalautor.

## Leben
Peter Stone wurde in Los Angeles als Sohn des Filmproduzenten und Drehbuchautors John Stone geboren. Er beendete sein Schauspielstudium an der Yale University 1953 mit dem Masterabschluss. Zunächst arbeitete er als Journalist und Nachrichtensprecher für CBS Radio und CBS Fernsehen. Ab 1956 arbeitete er als Drehbuchautor. 1961 schrieb er zwei Episoden der Fernsehserie Asphaltdschungel sowie drei Episoden von Preston & Preston; für eine dieser Episoden erhielt er 1962 den Emmy. Zudem verfasste er das Buch zu der Broadwayproduktion Kean, die von November 1961 bis Januar 1962 aufgeführt wurde und von der Kritik wohlwollend aufgenommen wurde. Größerer Erfolg des Stückes beim Publikum blieb jedoch aus.
1963 verfasste er sein erstes Spielfilm-Drehbuch; Charade wurde von Stanley Donen mit Cary Grant und Audrey Hepburn verfilmt und geriet zu einem großen Erfolg. Für sein Buch erhielt er den Edgar Allan Poe Award und wurde für den WGA Award nominiert. Für sein zweites Drehbuch, der Filmkomödie Der große Wolf ruft von Ralph Nelson mit Cary Grant und Leslie Caron in den Hauptrollen, erhielt er 1965 den Oscar. Weitere Bücher schrieb er Mitte der 1960er Jahre für die Thriller Die 27. Etage und Arabeske, jeweils mit Gregory Peck in der Hauptrolle. Zwischenzeitlich hatte er mit Skyscraper eine weitere Broadwayproduktion geschrieben, die 1965 bis 1966 aufgeführt wurde. Obgleich er für sein Buch für den Tony Award nominiert wurde, war ihm erneut kein großer kommerzieller Erfolg beschieden. Erst mit seiner dritten Produktion, 1776, gelang ihm ein Theatererfolg, der ihm zudem seinen ersten Tony Award sowie den Drama Desk Award einbrachte.
Ab 1969 konzentrierte er sich auf Adaptionen. So bearbeitete er das Musical Sweet Charity, welches selbst eine Adaption von Fellinis Die Nächte der Cabiria war, in eine Fernsehproduktion mit Shirley MacLaine in der Hauptrolle. Sein viertes Broadwaymusical war eine Adaption von Billy Wilders Manche mögen’s heiß, das Musical Woman of the Year basierte auf Die Frau, von der man spricht und auch das Drehbuch zu Die Schlemmer-Orgie basierte auf einer Romanvorlage.
In den 1980er und 1990er Jahren schrieb er hauptsächlich für den Broadway und nur noch vereinzelt für Film und Fernsehen. Einer seiner letzten Spielfilme war Im Sumpf des Verbrechens mit Sean Connery und Laurence Fishburne in den Hauptrollen. 2002 entstand mit Die Wahrheit über Charlie eine Neuverfilmung von Charade, er wählte jedoch für seine Drehbuchbeteiligung ein Pseudonym. Insgesamt war Stone sechs Mal für den Tony Award nominiert und drei Mal erhielt er ihn, unter anderem für das Musical Titanic.
Stone war zwischen 1981 und 1999 Vorsitzender der Dramatists Guild of America. Er war seit 1961 verheiratet, das Paar hatte keine Kinder.

## Filmografie (Auswahl)
- 1961: Preston & Preston (The Defenders)
- 1961: Asphaltdschungel (The Asphalt Jungle)
- 1963: Charade
- 1964: Der große Wolf ruft (Father Goose)
- 1965: Die 27. Etage (Mirage)
- 1966: Arabeske (Arabesque)
- 1968: Der Etappenheld (The Secret War of Harry Frigg)
- 1969: Sweet Charity
- 1971: Zwei Galgenvögel (Skin Game)
- 1972: 1776 – Rebellion und Liebe (1776)
- 1974: Stoppt die Todesfahrt der U-Bahn 123 (The Taking of Pelham One Two Three)
- 1978: Die Schlemmer-Orgie (Who Is Killing the Great Chefs of Europe?)
- 1980: Warum sollte ich lügen? (Why Would I Lie?)
- 1987: Diebstahl im großen Stil (Grand Larceny)
- 1995: Im Sumpf des Verbrechens (Just Cause)
- 2002: Die Wahrheit über Charlie (The Truth About Charlie)

## Broadway
- 1961–1962: Kean
- 1965–1966: Skyscraper
- 1969–1972: 1776
- 1970–1971: Two by Two
- 1972–1973: Sugar
- 1973: Full Circle
- 1981–1983: Woman of the Year
- 1983–1985: My One And Only
- 1991–1993: The Will Rogers Follies
- 1997–1999: Titanic
- 1997–1998: 1776
- 1999–2001: Annie Get Your Gun
- 2007–2008: Curtains

## Auszeichnungen
- 1962: Emmy für Preston & Preston
- 1964: WGA-Award-Nominierung für Charade
- 1964: Edgar Allan Poe Award für Charade
- 1965: WGA-Award-Nominierung für Der große Wolf ruft
- 1965: Oscar für Der große Wolf ruft
- 1966: Tony-Award-Nominierung für Skyscraper
- 1969: Tony Award für 1776
- 1969: Drama Desk Award für 1776
- 1975: WGA-Award-Nominierung für Stoppt die Todesfahrt der U-Bahn 123
- 1977: Edgar-Allan-Poe-Awards-Nominierung für One of My Wives Is Missing
- 1979: WGA-Award-Nominierung für Die Schlemmer-Orgie
- 1981: Tony Award für Woman of the Year
- 1983: Tony-Award-Nominierung für My One And Only
- 1991: Tony-Award-Nominierung für The Will Rogers Follies
- 1997: Tony Award für Titanic
- 2007: Tony-Award-Nominierung für Curtains
- 2007: Drama Desk Award für Curtains